# Eduardo Vieira
Eduardo Vieira (São Paulo, 15 de fevereiro de 1977) é um comunicador brasileiro especialista em construção de marca, marketing, gestão de reputação, relações públicas, conteúdo e mídia. Atualmente é Chief Marketing & Communications Officer do SoftBank para a América Latina, sendo o líder das áreas de Marketing, Comunicação e Corporate Affairs do conglomerado japonês na região. Também é comentarista de tecnologia na CNBC Brasil, titular da coluna Terça Tech durante o programa Real Time. É um dos pioneiros da Internet brasileira, tendo realizado a cobertura jornalística da indústria global de inovação desde 1996 em diversos veículos. Seu livro, Os Bastidores da Internet no Brasil, foi finalista do Prêmio Jabuti de Literatura Brasileira em 2004 e tornou-se fonte de referência sobre o assunto. A obra foi reeditada em 2018, rebatizada como Os Bastidores da Internet e publicada como e-book.  Vieira foi co-fundador e idealizador da Esfera Brasil, organização criada para fomentar o pensamento e o diálogo sobre o Brasil e um think tank que reúne empresários, empreendedores e a classe produtiva. Anteriormente foi sócio do grupo WPP, presidente e CEO para a América Latina e membro do board mundial da Hill+Knowlton Strategies, CEO para a América Latina da Ogilvy PR e co-fundador da Agência Ideal. Foi nomeado membro do júri do Cannes Lions International Advertising Festival, representando o Brasil e a América Latina na categoria PR Lions para o biênio 2020-2021.. Foi também colunista e membro do conselho editorial da Fast Company no Brasil.

## História
Vieira possui histórico profissional como jornalista, escritor, empreendedor e executivo na área de comunicação e marketing. É formado em Jornalismo pela Escola de Comunicações e Artes da Universidade de São Paulo (ECA-USP). Iniciou sua carreira como jornalista em 1996, trabalhando como repórter no jornal Gazeta Mercantil, nos serviços InvestNews e Panorama Setorial. Ingressou na Editora Abril em 1999, como editor da revista INFO Exame e, posteriormente, foi um dos editores idealizadores da revista INFO Corporate. Atuou na revista EXAME em 2005 e, no ano seguinte, seguiu para a Editora Globo, onde foi editor de ÉPOCA e colunista de ÉPOCA Negócios.
Em 2007, recebeu uma bolsa em jornalismo digital e novas mídias da LG Sangnam Press Foundation e passou uma temporada de estudos na Seoul National University (SNU), na Coréia do Sul.
De volta ao Brasil, decidiu mudar de área profissional. Em setembro de 2007 fundou a Agência Ideal, em sociedade com Ricardo Cesar. Em 2015, a agência foi vendida ao WPP, dando origem ao Grupo Ideal e sendo rebatizada como Ideal H+K Strategies. O Grupo Ideal também foi formado pela área de PR & Influência da Ogilvy, antigamente conhecida como Ogilvy Public Relations, e pela agência Hill+Knowlton Brasil.   
Em setembro de 2021, Vieira deixou suas funções executivas no Grupo Ideal para se tornar sócio do SoftBank e assumir a liderança de marketing e comunicação do conglomerado japonês na América Latina. Em agosto de 2022, após uma reestruturação global do SoftBank, Vieira acumulou a liderança da área de assuntos corporativos do SoftBank para a América Latina e deixou a sociedade na Esfera Brasil. Em setembro de 2022, com a aquisição do Jeffrey Group pela H+K Strategies, Vieira deixou de ser sócio do grupo WPP.  

## Ideal
A empresa foi criada em 2007 para atender o Google no Brasil. Foi uma das startups que mais cresceu no país entre 2008 e 2011, de acordo com a pesquisa As PMEs que Mais Crescem no Brasil , realizada pela consultoria Deloitte e pela revista EXAME.
Após a fusão com a WPP, a agência foi rebatizada como Ideal H+K Strategies. Ao longo de sua trajetória, trabalhou para clientes como Ambev, AirBnB, Bayer, Blackstone Group, Bradesco, Cogna, Dell, Diageo, Embraer, Itaú, Meta, Nike, Qualcomm, Uber e XP Investimentos, entre outros. 
A agência foi reconhecida com a Menção Honrosa do Prêmio Empreendedor de Sucesso da revista PEGN, em 2012, na categoria Negócio de Alto Impacto.
Em 2013, a agência foi apontada pela revista inglesa Campaign entre The World's Leading Independent Agencies. E escolhida pelo Great Place to Work Institute como uma das 10 melhores para trabalhar no Brasil.
A Ideal foi ainda finalista do Prêmio Comunique-se em 2013, 2014 e 2015, indicada por jornalistas e profissionais do setor como uma das três melhores empresas do Brasil na categoria melhor Agência de Comunicação. Recebeu diversos reconhecimentos no Prêmio Jatobá PR em 2017 e 2018. E figurou entre os principais destaques nas três edições da pesquisa prScope, realizada pela consultoria internacional Scopen, nos anos de 2015, 2017 e 2019, como a agência mais admirada do Brasil em termos de Inovação e Criatividade, com campanhas para a Nike (Desafio dos 600k, República Popular do Corinthians, Copas do Mundo 2010-2014-2018 e Jogos Olímpicos 2012-2016-2020), Diageo (Ciroc, Tanqueray e Johnny Walker Gold Label, as Premium Brands), XP Inc. (Desbancarização, IPO) e Ministério Público do Trabalho (Somos Livres), entre outras. 
Em 2018, recebeu uma indicação para o Prêmio Caboré, sendo finalista na categoria Serviço Especializado.
Em setembro de 2022, a Ideal se tornou uma marca global do Grupo WPP. 

## Premiações e reconhecimentos
Como jornalista, Vieira foi vencedor do Prêmio Imprensa Embratel em 2003, do Prêmio Abril de Jornalismo em 2004 e 2005 e do Prêmio CNH Capital/Fiat Allis de Jornalismo Econômico, também em 2005. Na revista ÉPOCA entre 2005 e 2007, escreveu reportagens de todo o tipo e liderou a cobertura dos acidentes aéreos da GOL e da TAM. Também realizou entrevistas e reportagens sobre o mundo dos vinhos, mantendo um blog sobre o assunto.
Como executivo de comunicação e marketing, Vieira foi finalista do PRWeek Global Awards 2019 na categoria Best PR Professional in Latin America. Foi eleito pelo The Holmes Report (atual PRovoke) um dos 25 profissionais de comunicação mais inovadores das Américas em 2018. Nomeado Líder do Futuro e Evangelista do Futuro no World Communications Forum (WCF) em Davos, Suíça, em 2017. Eleito Executivo de PR do Ano pelo The Stevies/IBA em Barcelona, em 2017. Foi escolhido um dos executivos de comunicação do ano pela Aberje em 2015. E reconhecido como um dos profissionais de comunicação mais admirados do Brasil pela consultoria Scopen (Ex-Grupo Consultores) em 2015 e 2017.
Foi jurado de premiações como Cannes Lions International Advertising Festival, MMA Global Smarties, Effie Awards, Wave Festival, El Ojo de Iberoamérica e C4F Awards e palestrante em eventos como ProXXIma, MMA Innovate e Festival do Clube de Criação, entre outros. 
Em 2017, além de sua posição na Ideal H+K Strategies, Vieira tornou-se CEO das áreas de PR & Influência da Ogilvy na América Latina. À frente da Ogilvy PR, colheu premiações nacionais e internacionais de criatividade e eficiência de marketing, incluindo diversos leões no Cannes Lions International Advertising Festival com os cases Pet-Commerce (Petz), Deixa Jogar (Nescau), Ricky Brasil (Forbes), The Dress for Respect (Coca-Cola), VR Vacina (Hermes Pardini), A Voz da Arte (IBM) e O Treino que Muda Opiniões (Rio-2016). Em 2018, Vieira foi alçado à co-presidência da H+K Strategies para a América Latina.
Vieira também atuou como membro do board da Public Relations and Communications Association (PRCA) na América Latina (2018-2020) e é membro do board latino-americano da Mobile marketing association, cuja sede global está localizada em Nova York.
À frente do marketing e da comunicação do SoftBank na América Latina, Vieira consolidou sua posição como referência no mercado ao estimular a criação de uma consultoria para servir às empresas do portfólio do SoftBank na região nesses temas , promover o primeiro Censo de Startups da América Latina, em parceria com a Distrito. Também é frequentemente convidado a falar sobre sua trajetória e sobre o mercado em diversos podcasts, como Podcast-se, Branding em Tudo e Masters of Marketing